# Sudići (Republika Serbska)
Sudići (cyr. Судићи) – wieś w Bośni i Hercegowinie, w Republice Serbskiej, w gminie Čajniče. W 2013 roku liczyła 43 mieszkańców.